# Lederbandage

Reibradspindelpresse

Die Lederbandage oder auch Friktionsbandage ist ein endloser Reifen aus hochkant gestellten Lederstreifen, die durch Nieten verbunden sind.
Die Bandagen werden für alle Spindelpressen (Reibspindelpressen) eingesetzt. Es gibt zylindrische oder konische Bandagen, je nach Pressentyp. Sie liegt auf der Stirnfläche des Schwungrades (das auf der Spindel sitzt) und reibt an einer der beiden Antriebscheiben.
Es wird für sie das zäh-elastische und doch standfeste Chromleder besonderer Gerbung mit außerordentlich hohem natürlichem Reibungswert verwendet. Dieses spezielle Chrom-Büffelleder schmiert nicht und gewährleistet stets eine zuverlässige Friktion. Die durchgehend eng gestellte Vernietung von 30 mm erhöht die Standfestigkeit der Bandage. Die Nietung erfolgt nicht auf der Mitte der Streifen, sondern nahe an der inneren Kante, sodass mehr „Fleisch“ vor den Nieten steht und die Nutzstärke der Bandage größer ist. Die Bandagen werden ohne Verbindungsstelle gefertigt, sie bestehen gewissermaßen aus einem Guss.